# Pseudocoremia leucelaea
Pseudocoremia leucelaea är en fjärilsart som beskrevs av Edward Meyrick 1909. Pseudocoremia leucelaea ingår i släktet Pseudocoremia och familjen mätare. Inga underarter finns listade i Catalogue of Life.